# Loïs Boisson
Loïs Boisson, född den 16 maj 2003 i Dijon, är en fransk professionell tennisspelare.

## Karriär
Boisson har spelat professionell tennis sedan 2021. Hennes främsta merit hittills (juni 2025) är att hon i franska öppna mästerskapen tog sig till semifinal år 2025. Hon är den första kvalspelaren att nå semifinal sedan proffsen fick delta.